# Coeligena helianthea
El inca ventrivioleta (Coeligena helianthea), también llamado colibrí de vientre violeta, inca buchirrosado, colibrí ventrivioleta o colibrí inca ventrivioleta, es una especie de ave apodiforme de la familia Trochilidae (los colibríes) perteneciente al numeroso género Coeligena. Es nativo de regiones andinas y adyacentes del noroeste de América del Sur.

## Distribución
Se distribuye desde el extremo oeste de los Andes de Venezuela hacia el sur por la parte norte de los Andes orientales de Colombia y en la Serranía del Perijá.
Esta especie es considerada localmente común en sus hábitats naturales: los bosques nubosos y pigmeos, sus bordes y laderas arbustivas, también visitan jardines floridos. Ocasionalmente en terrenos más abiertos y sub-páramo arbustivo. En altitudes entre 1900 y 3300 m.

## Descripción
Mide 13 cm de longitud y pesa unos 7 g. El macho es mayormente negro verdoso con resplandeciente frente verde esmeralda y garganta azul violácea; vientre y flancos rosa purpúreos resplandecientes. La hembra tiene la cabeza y partes superiores verde brillantes, la garganta canela manchada de verde y el vientre canela con manchas púrpura-rosado.

## Sistemática

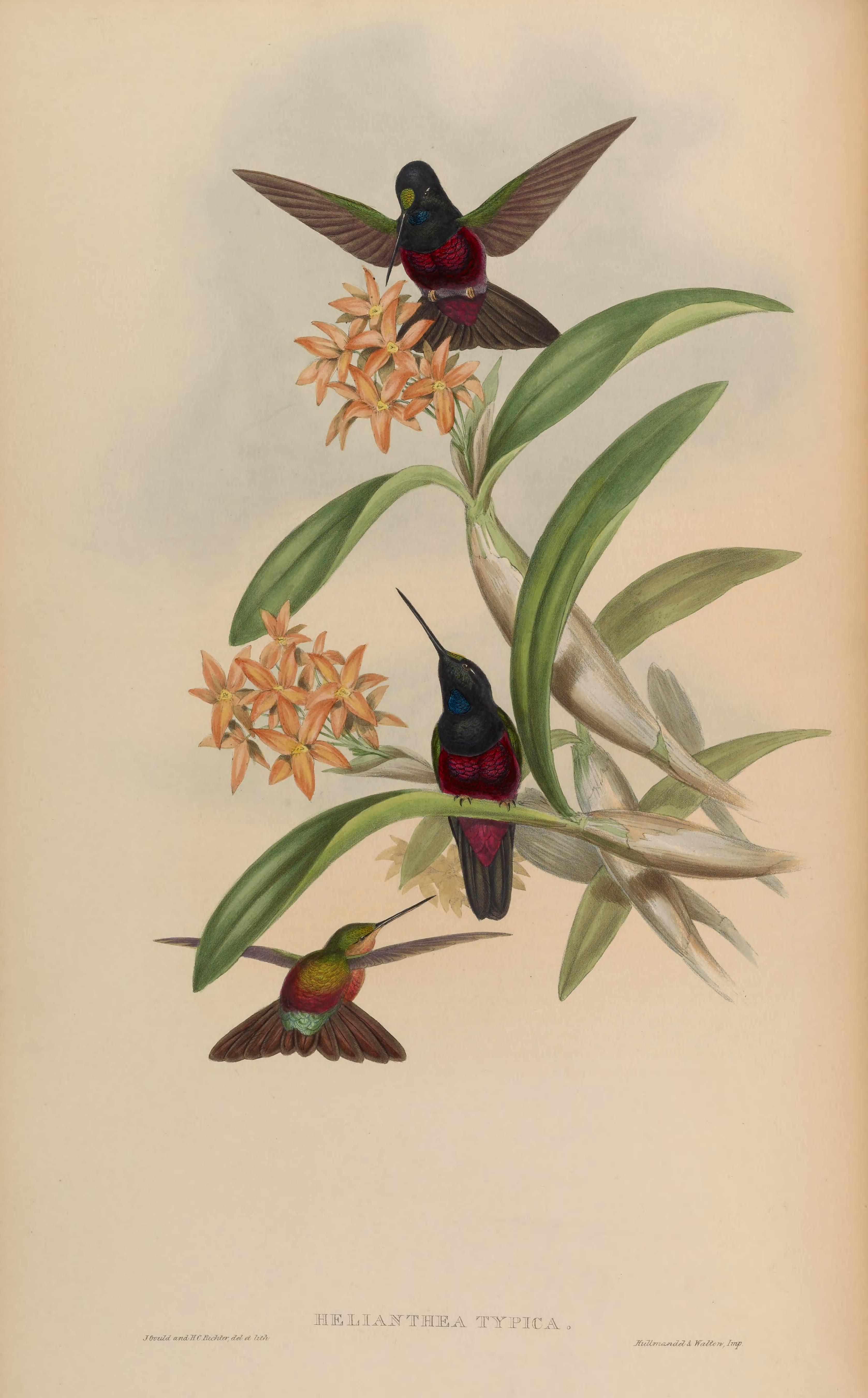
Helianthea typica, sinónimo de Coeligena helianthea, ilustración de Gould y Richter en A monograph of the Trochilidae, or family of humming-birds 4, 1861.

### Descripción original
La especie C. helianthea fue descrita por primera vez por el ornitólogo francés René Primevère Lesson en 1839 bajo el nombre científico Ornismya helianthea; su localidad tipo es: «Bogotá».

### Etimología
El nombre genérico femenino «Coeligena» deriva del nombre específico Ornismya coeligena cuyo epíteto proviene del latín moderno «coeligenus» que significa ‘celestial’, ‘nacido en el cielo’; y el nombre de la especie «helianthea», se compone de las palabras del griego «hēlios» que significa ‘sol’, y «antheion» que significa ‘florecer’, ‘flor’.

### Subespecies
Según las clasificaciones del Congreso Ornitológico Internacional (IOC) y Clements Checklist/eBird  se reconocen dos subespecies, con su correspondiente distribución geográfica:
- Coeligena helianthea helianthea (Lesson), 1839 – norte de los Andes orientales de Colombia, al sur hasta Bogotá y Serranía del Perijá en la frontera del noreste de Colombia, noroeste de Venezuela.
- Coeligena helianthea tamai Berlioz & Phelps, 1953 – Páramo de Tamá, en Táchira, extremo oeste de Venezuela,